# La chanson de Craonne
La chanson de Craonne (du nom du village de Craonne) est une chanson contestataire, chantée par des soldats français durant la Première Guerre mondiale, entre 1915 et 1917. Elle est interdite par le commandement militaire qui la censure en raison de ses paroles défaitistes (« on s'en va là-bas en baissant la tête »), antimilitaristes (« Les petits chasseurs vont chercher leurs tombes ») et subversives (« c'est bien fini, on en a assez, personne ne veut plus marcher ») incitant à la mutinerie (« c'est fini, nous, les troufions, on va se mettre en grève ») alors qu'une guerre est en train d'être  livrée sur le territoire national.
Cette chanson politiquement engagée à gauche a des visées anticapitalistes quand elle fustige les « gros », « ceux qu'ont le pognon » et « les biens de ces messieurs-là ». Elle est contemporaine de la révolution d'Octobre de 1917 qui entraîne, en France, la mutinerie des soldats communistes russes à La Courtine et, sur le front de l'Est, la débandade et le retrait des troupes russes (alors alliées de la France).
Une des versions de cette chanson censurée est publiée, après la guerre, en 1919 par l'écrivain Raymond Lefebvre sous le titre de Chanson de Lorette.

## Histoire de la chanson

### Le contexte

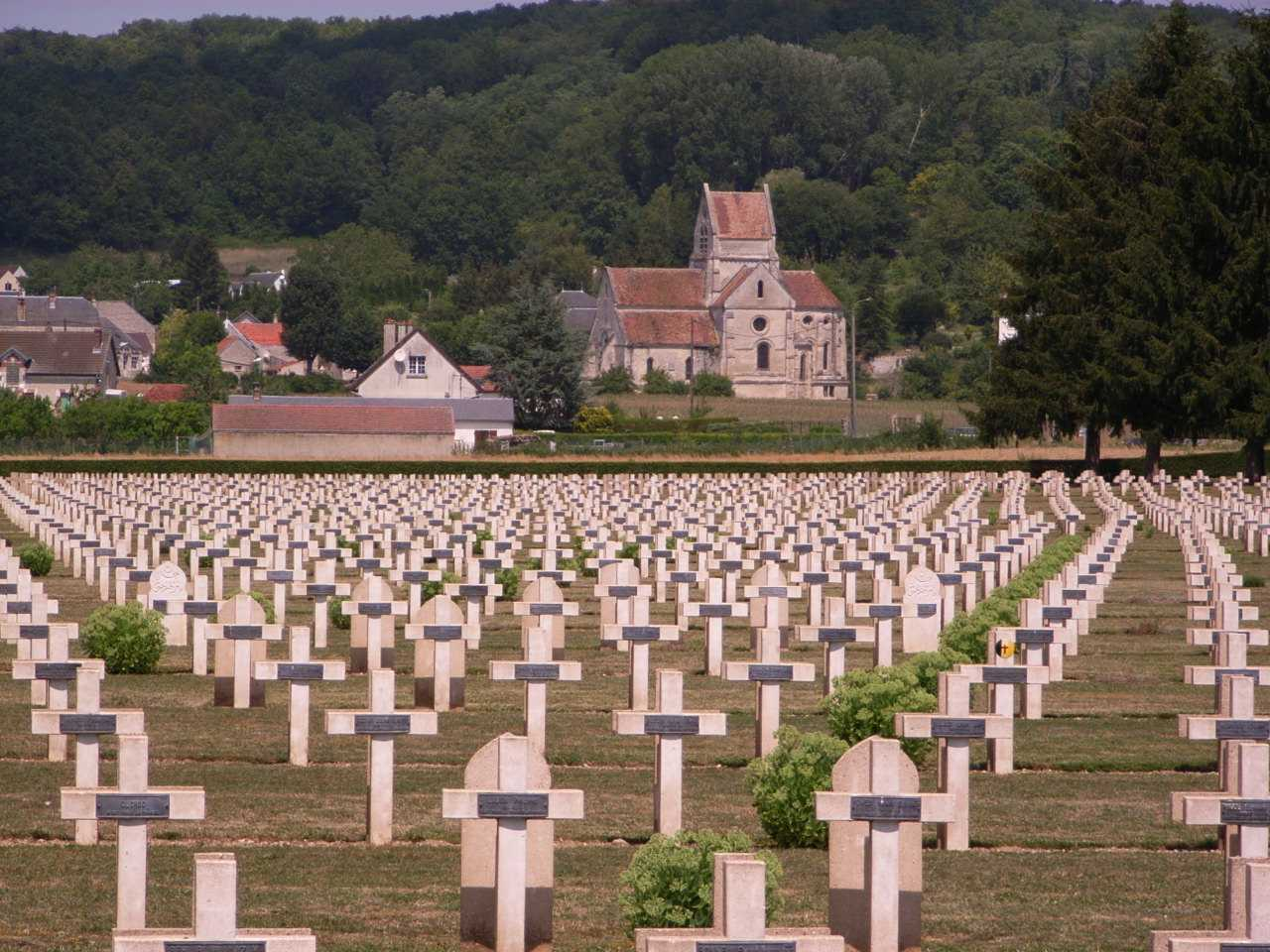
Le cimetière de Soupir, au pied du Chemin des Dames, témoigne de la violence des combats de 1917. Soupir a sur son territoire trois cimetières militaires, allemand, italien, français. Celui représenté sur la photo.

La Chanson de Craonne est connue pour avoir été entonnée par les soldats qui se sont mutinés (dans une cinquantaine de régiments de l'armée française) après l'offensive très meurtrière et militairement désastreuse du général Nivelle au Chemin des Dames au printemps 1917. Au cours des combats, les soldats français, partant de la vallée de l'Aisne, devaient « monter sur le plateau » tenu par l'armée allemande. La « grève des attaques » commence le 2 mai. La répression touche quelque 30 000 mutins ou manifestants, d’où 3 427 condamnations, dont 554 à mort et 57 exécutions.
Le général Nivelle est limogé le 15 mai. Le général Pétain, nommé le 17 mai 1917 au poste de général en chef des armées françaises parvient à rétablir la discipline au sein des régiments touchés par les mutineries, en alliant condamnations exemplaires et mesures d'amélioration des conditions de vie des soldats.

### L'origine de la chanson
Cette chanson reprend la mélodie de Bonsoir m’Amour !, composée en 1911 par Charles Sablon sur un texte de Raoul Le Peltier[réf. nécessaire]. Le refrain est typique des romances de la Belle Époque :
Bonsoir m'amour, bonsoir ma fleur,

Bonsoir toute mon âme !

O toi qui tiens tout mon bonheur

Dans ton regard de femme ! [...]
Réécrite de façon anonyme, potentiellement par plusieurs auteurs, elle est apprise par cœur et se diffuse oralement de manière clandestine. Selon une légende qu'aucune source n'atteste, le commandement militaire aurait promis un million de francs-or et la démobilisation à quiconque en dénoncerait l'auteur. La chanson a continuellement évolué au cours de la guerre en fonction des lieux principaux de combat. Elle apparaît sous le nom de La Chanson de Lorette, avec pour sous-titre « complainte de la passivité triste des combattants » évoquant la bataille de Notre-Dame de Lorette à Ablain-Saint-Nazaire, entre septembre 1914 et septembre 1915. Ensuite, la chanson est transformée pour évoquer le plateau de Champagne au cours de l'automne 1915. En 1916, elle devient une chanson sur Verdun, le refrain devient alors :
Adieu la vie, adieu l'amour,

Adieu toutes les femmes

C'est bien fini, c'est pour toujours

De cette guerre infâme

C'est à Verdun, au fort de Vaux

Qu'on a risqué sa peau [...]
La première version publiée est parue sous le titre « Une chanson de soldat » dans la Gazette des Ardennes du 24 juin 1917. Sous sa forme actuelle — c'est-à-dire mentionnant Craonne — la première version connue est antérieure à l'offensive du 16 avril 1917 : retrouvée dans le carnet du soldat François Court, elle y est suivie de la mention « chanson cré[é]e le 10 avril 1917 sur le plateau de Craonne ». Cette version fait la transition avec celles de la Chanson de Lorette puisqu'elle comporte comme elles un couplet supplémentaire absent du texte classique de la Craonne.

### Le lieu évoqué dans la chanson

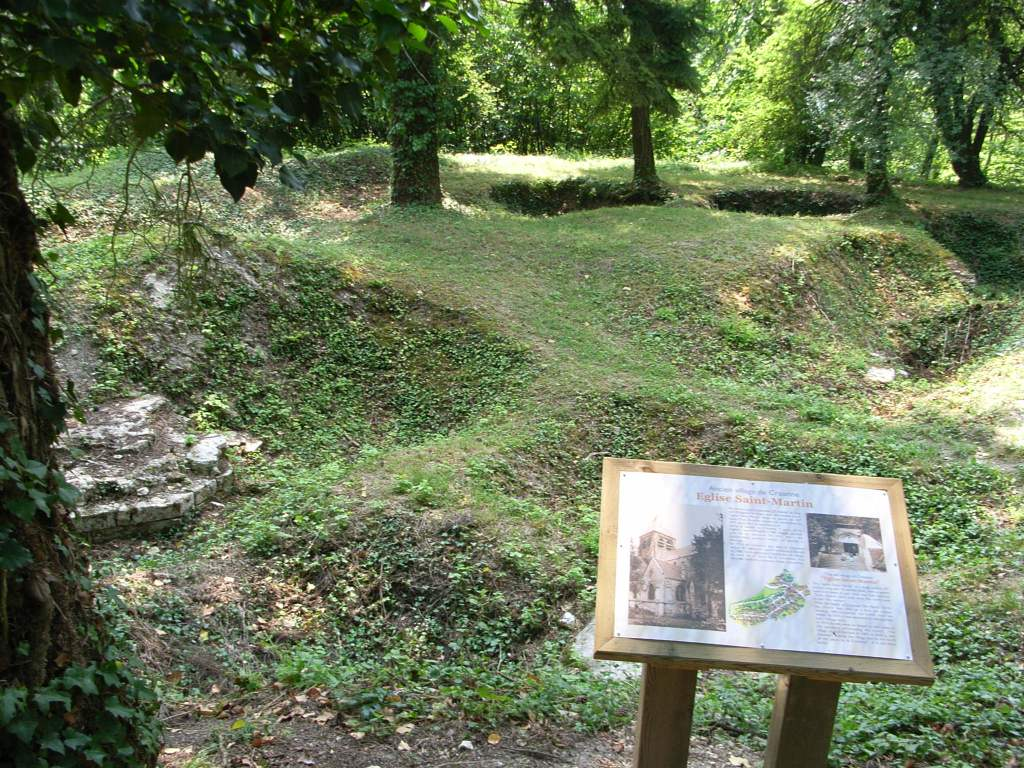
Les restes de l'ancien village dévasté de Craonne, aujourd'hui.

La chanson est associée aux mutineries de 1917 et le refrain subit une nouvelle transformation : « C'est à Craonne, sur le plateau ».
Pour l'occasion, le village de Craonne gagne une syllabe (Craonne se prononce habituellement /krɑn/, la chanson dit /krɑɔn/ pour avoir le compte de syllabes). Le plateau dont il est question est le plateau de Californie qui surplombe le village. En effet l'endroit est le lieu de terribles combats à partir du 16 avril 1917 : la 1re division d'infanterie qui monte à l'assaut se trouve bloquée au niveau des caves de Craonne. Puis, le 4 mai, une seconde offensive est lancée par la 36e division d'infanterie qui aboutit à la reprise de Craonne et à la progression sur le plateau de Californie.[réf. souhaitée]

## Contenu

### Paroles

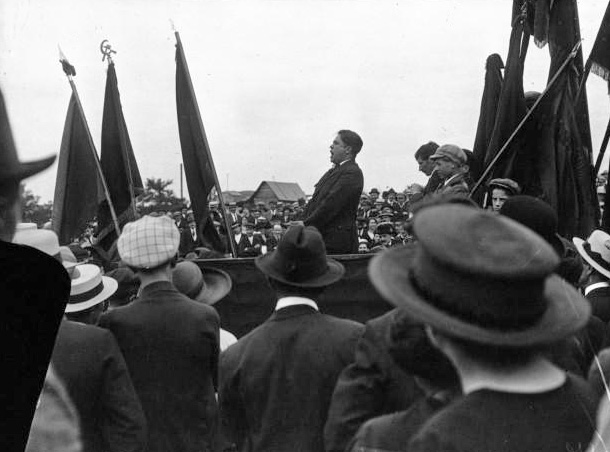
Paul Vaillant-Couturier, dans une manifestation de l'après-guerre (1922).

Plusieurs variantes de la chanson sont attestées.
Les paroles les plus connues sont celles publiées par Raymond Lefebvre en 1919 puis par Paul Vaillant-Couturier, lui-même issu d'une famille d'artistes lyriques parisiens, en 1934, avec de légères différences : celle de 1919 est parue dans La Guerre des soldats et celle de 1934 dans le journal Commune.
L'écrivain anarchiste Henry Poulaille, soldat sur le Chemin des Dames, publie, en 1937, une variante dans Pain de soldat : 1914-1917.
| Paroles diffusées par Raymond Lefebvre | Paroles diffusées par Henry Poulaille |
| --- | --- |
| Quand au bout d'huit jours le r'pos terminé On va reprendre les tranchées, Notre place est si utile Que sans nous on prend la pile Mais c'est bien fini, on en a assez Personne ne veut plus marcher Et le cœur bien gros, comm' dans un sanglot On dit adieu aux civ'lots Même sans tambours, même sans trompettes On s'en va là-haut en baissant la tête - Refrain : Adieu la vie, adieu l'amour, Adieu toutes les femmes C'est bien fini, c'est pour toujours De cette guerre infâme C'est à Craonne sur le plateau Qu'on doit laisser sa peau Car nous sommes tous condamnés Nous sommes les sacrifiés Huit jours de tranchée, huit jours de souffrance Pourtant on a l'espérance Que ce soir viendra la r'lève Que nous attendons sans trêve Soudain dans la nuit et dans le silence On voit quelqu'un qui s'avance C'est un officier de chasseurs à pied Qui vient pour nous remplacer Doucement dans l'ombre sous la pluie qui tombe Les petits chasseurs vont chercher leurs tombes - Refrain C'est malheureux d'voir sur les grands boulevards Tous ces gros qui font la foire Si pour eux la vie est rose Pour nous c'est pas la même chose Au lieu d'se cacher tous ces embusqués F'raient mieux d'monter aux tranchées Pour défendre leur bien, car nous n'avons rien Nous autres les pauv' purotins Tous les camarades sont enterrés là Pour défendr' les biens de ces messieurs là - Refrain : Ceux qu'ont l'pognon, ceux-là r'viendront Car c'est pour eux qu'on crève Mais c'est fini, car les trouffions Vont tous se mettre en grève Ce s'ra votre tour, messieurs les gros De monter sur le plateau Car si vous voulez faire la guerre Payez-la de votre peau | Quand au bout d'huit jours le repos terminé On va reprendre les tranchées, Notre place est si utile Que sans nous on prend la pile Mais c'est bien fini, on en a assez Personne ne veut plus marcher Et le cœur bien gros, comm' dans un sanglot On dit adieu aux civ'lots Même sans tambours et sans trompettes On s'en va là-bas en baissant la tête - Refrain : Adieu la vie, adieu l'amour, Adieu toutes les femmes C'est bien fini, c'est pour toujours De cette guerre infâme C'est à Craonne sur le plateau Qu'on doit laisser sa peau Car nous sommes tous des condamnés C'est nous les sacrifiés Huit jours de tranchée, huit jours de souffrance Pourtant on a l'espérance Que ce soir viendra la r'lève Que nous attendons sans trêve Soudain dans la nuit et le silence On voit quelqu'un qui s'avance C'est un officier de chasseurs à pied Qui vient pour nous remplacer Doucement dans l'ombre sous la pluie qui tombe Nos pauvr' remplaçants vont chercher leurs tombes - Refrain C'est malheureux d'voir sur les grands boulevards Tous ces gros qui font la foire Si pour eux la vie est rose Pour nous c'est pas la même chose Au lieu d'se cacher tous ces embusqués F'raient mieux d'monter aux tranchées Pour défendre leurs biens, car nous n'avons rien Nous autres les pauv' purotins Et les camarades sont étendus là Pour défendr' les biens de ces messieurs là - Refrain : Ceux qu'ont le pognon, ceux-là reviendront Car c'est pour eux qu'on crève Mais c'est fini, nous, les troufions On va se mettre en grève Ce sera vot' tour messieurs les gros De monter sur le plateau Si vous voulez faire la guerre Payez-la de votre peau |

### Musique
La chanson a été écrite sur l'air de la chanson Bonsoir M'amour,, procédé fort utilisé pendant la Grande Guerre. Bonsoir M'amour, paroles de Raoul Le Peltier, musique de Adelmar Sablon (pseudonyme de Charles Sablon) sur un mouvement de valse lente, est publiée aux éditions Valsien en 1911. Créée  par Karl Ditan et chantée par de nombreux artistes, dont Emma Liebel, la chanson obtient un grand succès.
Les reprises contemporaines de La chanson de Craonne sont souvent exécutées dans le style de la valse musette, avec accompagnement d'accordéon. C'est notamment le cas des versions de Tichot, des Amis d'ta femme, de Gérard Pierron, de Marc Ogeret ou de Marc Perrone. L'opposition entre une musique  dans le style guinguette renforce par contraste le tragique du texte, comme c'est le cas par exemple pour Le Temps des Cerises.

## Enregistrements
- 1952, Eric Amado, Le Chant du monde PM1 025. Rééd. 1962, Le Chant du monde LDY 4201 [13]
- 1962, Max Blain avec la chorale Les Camarades, Production Jean Baumgarten[13]
- 1963, Ginette Garcin, chez Président (PRC 327)[14]
- 1964, Jean-Christophe Benoit, La Grande Guerre évoquée par le texte, l’image et la chanson, coffret de trois 33 tours édité par la Guilde internationale du disque. Enregistrement repris dans l’album La chanson de Craonne - chants des poilus 1914/1918, édition Mémoire multimédia, label La Fabrica 150308[13].
- 1969, Mouloudji, Label disques Mouloudji (EMX 13527)[13]
- 1969, Pia Colombo, Titre 9 de la bande originale du film Oh ! what a lovely war de Richard Attenborough - Paramount Records (5008). Le titre de la chanson est Adieu à la vie[13].
- 1973, Marc Ogeret, Chansons De Révolte Et D'espoir (33 tours. vinyl, Vogue LDM30215)
- 1977, La Bamboche, Quitte Paris  (33 t. vinyl, Hexagone 883012)
- 1977, Michel Grange, Album collectif Le Temps des crises (chroniques du peuple à travers ses chansons), titre n° 14. Discovale Wm 31 [13]
- 1978, Rosalie Dubois, Chants de révolte - 1796-1935, réédité en 2008
- 1989, Rosalie Dubois et la Chorale Populaire de Paris, Chants de révoltes et de liberté, titre n° 7 Label DOM.[13]
- 1991, Tobo et les flammes, La fête à Brutus, titre n° 13, BMG France, Ariola 261 695.[13]
- 1993, Mouloudji, album collectif La Grande guerre en chanson, titre n° 1, Morgane Productions MPO (MOR 0001). Enregistrement public.[13]
- 1994, Gérard Pierron, Anthologie de la chanson française (L’Histoire en chanson). Titre n° 6. EPM 983182.[13]
- 1995, Régis Desjarmin, Mus’histoire : œuvres musicales de l’histoire de France, Centre départemental de documentation pédagogique des Alpes de Haute-Provence.[13]
- 1998, Marc Perrone, Ciné suite, titre n° 14, Le Chant du monde (2741093)[13]
- 1999, Serge Utgé-Royo, Contrechants de ma mémoire (CD Édito-Musiques UR5)
- 1999, Patrick Riguelle, Titre n° 8 de la suite Le Grand Troupeau d’après Giono. VP (Vredensconcerten Passendale) 002 SABAM[13]
- 2000, Mascarade, Eh bé ! , titre n° 5. Label On a faim, Mélodie distribution[13]
- 2003, Les amis d'ta femme, album Noir...et rouge aussi un peu
- 2003, Maxime Le Forestier La chanson de Craonne (CD Polydor 0602498075302)
- 2006, La Java Noire, Cent Remords (Fatalitas Prod) - Morceau caché après la dernière piste
- 2007, Family Fodder, ????, (Vivonzeureux ! records)
- 2008, Tichot, album 14-18 avec des mots, une vie d' bonhomme. Toccata production
- 2013, Michèle Bernard, Great songs from the Great War, Titre n° 8, Reader’s Digest.[13]
- 2015, Rue de la Muette, Ombres chinoises. Titre n° 13. Label Lgsr.[13]
- 2015, Les Croquants, Les croquants. Titre n° 14. Label Tout/Musicast.[13]
- 2016, Prolétariat Mondial Organiseyyy, On veut des tubes en attendant le communisme[15]
- 2017, Sanseverino, album collectif Adieu la vie, adieu l’amour. Titre n° 1. Toccata productions avec le Conseil départemental de l’Aisne et le magazine Francofans.[13]
- 2018, Baptiste W. Hamon, sur l’EP « Ballade d’Alan Seeger » [16]

## Dans la culture populaire

### Dans la bande dessinée
- La Chanson de Craonne est mentionnée dans deux albums de bande dessinée de Jacques Tardi : Les Aventures extraordinaires d'Adèle Blanc-Sec, tome 8 : Le mystère des profondeurs (Casterman, 1998, p. 4), et, Putain de guerre ! tome 2 (Casterman, 2009, p. 9).

### Au cinéma
- Le refrain de la Chanson de Craonne est chanté par le condamné à mort « Six-sous » dans le film Un long dimanche de fiançailles de Jean-Pierre Jeunet (2004).
- Dans la scène finale du film La dette, téléfilm de Fabrice Cazeneuve (2000), le refrain de la chanson est fredonné par le préfet (André Dussollier) et son jeune stagiaire (Damien Dorsaz).

### Art
- La Chanson de Craonne et ses paroles servent d'inspiration[17] à certaines gravures sur bois de l'artiste Jean Urvoy.

## Usages mémoriels et polémiques
Tous les 11 novembre, depuis les années 1980, des militants pacifistes venus se recueillir devant le monument aux morts de Gentioux-Pigerolles, chantent la Chanson de Craonne en levant le poing.
La Chanson de Craonne est peu chantée les 11 novembre. Ayant été longtemps interdite, elle est souvent le signe d'un engagement. Parmi ses usages mémoriels, elle est par exemple chantée à Orly le 11 novembre 2015 par les élèves d'un collège de la ville.
Lionel Jospin, alors Premier ministre, rend hommage aux poilus fusillés lors des mutineries de la Première Guerre mondiale dans un discours prononcé symboliquement à Craonne en 1998. Ce discours est fortement critiqué par le président de la République, Jacques Chirac, et par le président du RPR, Philippe Séguin, lequel dénonce un « néo-révisionnisme ». Une vingtaine d'années plus tard, cette tonalité fait l'objet d'un consensus républicain.
Le secrétaire d’État Jean-Marc Todeschini refuse que soit entonnée la Chanson de Craonne, le 1er juillet 2016, lors de la cérémonie d'anniversaire commémorant le centenaire de la bataille de la Somme, à Fricourt. Le député PCF Jean-Jacques Candelier réagit à ce refus gouvernemental par courrier, dénonçant une censure et « un nouvel affront qui sonne comme une insulte de plus pour les descendants des victimes ».
Jean-Marc Todeschini le conteste rappelant que, chef de cabinet de Jean-Pierre Masserret, il a organisé la cérémonie du 5 novembre 1998 au cours de laquelle Lionel Jospin a rendu hommage aux fusillés pour l'exemple et que, membre du Gouvernement, son cabinet a organisé la cérémonie du 16 avril 2017 au cours de laquelle cette même chanson a été chantée devant François Hollande et d'autres chefs d'Etats et membres de Gouvernements . Il a rappelé que le programme des commémorations du 3 juillet 2016 avait plusieurs heures de retard.
Le 16 avril 2017, la Chanson de Craonne est entonnée pour la première fois lors d’une cérémonie officielle, lors de la célébration du centenaire de la bataille du Chemin des Dames, en présence du président de la République François Hollande.
Pierre-François Gachet, directeur académique des services de l'Éducation nationale de l'Indre, refuse que le chant soit entonné par les élèves de l'académie pour les cérémonies officielle du 11 novembre 2018.
Le 11 novembre 2018, elle est interprétée au couvent des Jacobins de Rennes par la comédienne franco-allemande Katja Krüger dans l’œuvre Black Bohemia du compositeur Guillaume Saint-James. Cette suite concertante spécialement écrite pour le saxophoniste Branford Marsalis est une commande de l'orchestre symphonique de Bretagne. La partition retrace l'histoire des combattants africains-américains engagés dans la grande guerre et s'inscrit dans le programme des commémorations du centenaire de la fin de la Première Guerre mondiale.